# Francisco Javier Puig Saura
Francisco Javier Puig Saura (Mahón, 11 de septiembre de 1974) es un diplomático español. Es  Embajador de España en la República de Túnez (desde 2022).

## Carrera diplomática
Nació en la localidad menorquina de Mahón. Hijo del abogado José María Puig Martín y Marí Carmen Saura Manuel de Villena. El matrimonio tuvo tres hijos: Javier, José María y Almudena. Tras licenciarse en Derecho en la Universidad de Barcelona, ingresó en la Escuela Diplomática (2002).
Ha estado destinado en las Embajadas de España en: República de Túnez, Marruecos, Guatemala y Vietnam.
En el Ministerio de Asuntos Exteriores, Unión Europea y Cooperación - MAEUEC (Madrid) ha sido: subdirector adjunto para el Magreb (2012-2014); y subdirector general para el Magreb (2017-2022).
Desde 2022 ejerce como embajador de España en Túnez (República de Túnez).
Está casado con Anna Xifra, y tiene tres hijos: María, Marta y Pau. 